# St. Marien (Barsinghausen)

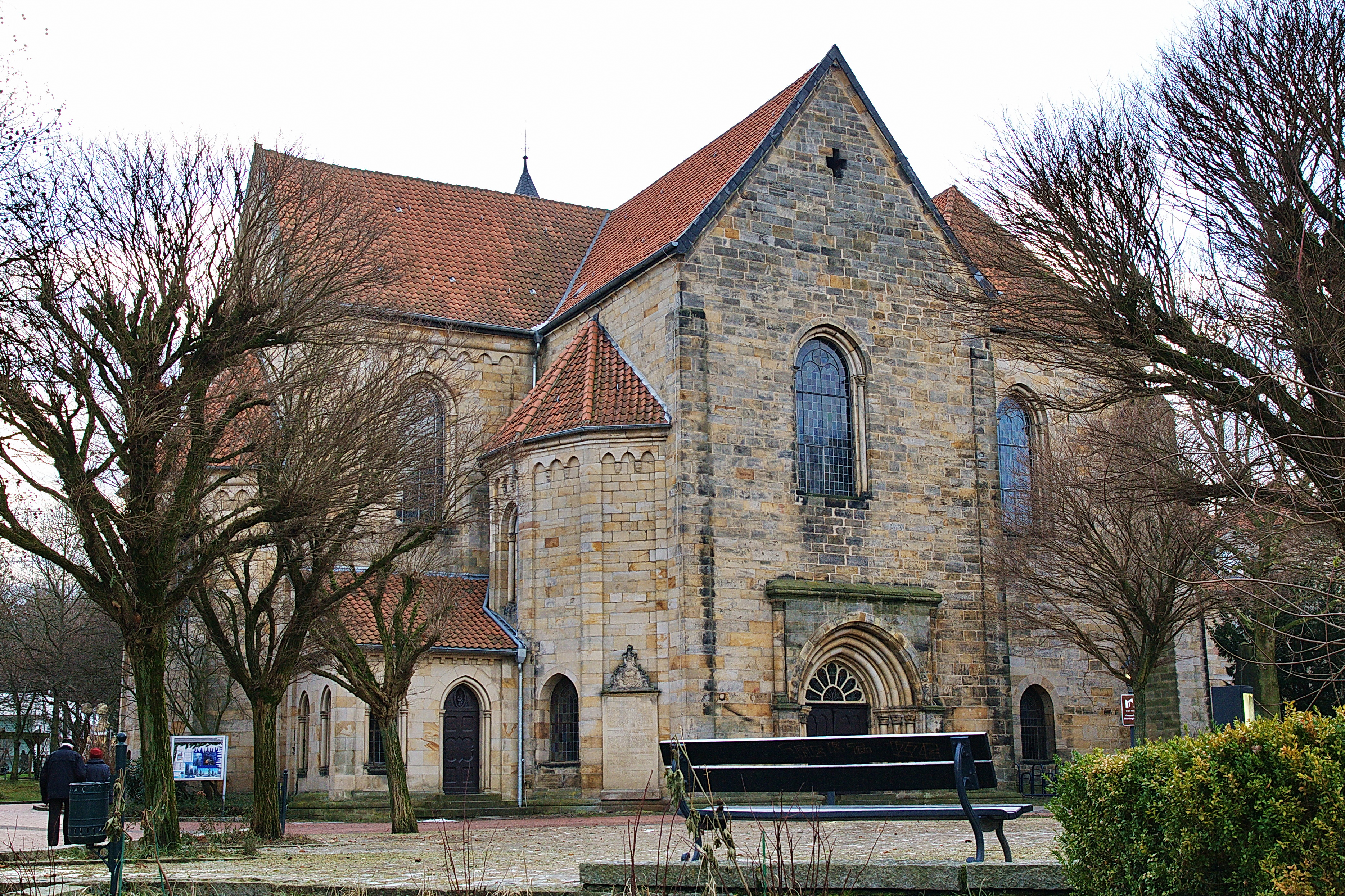
Sankt Marien Südseite

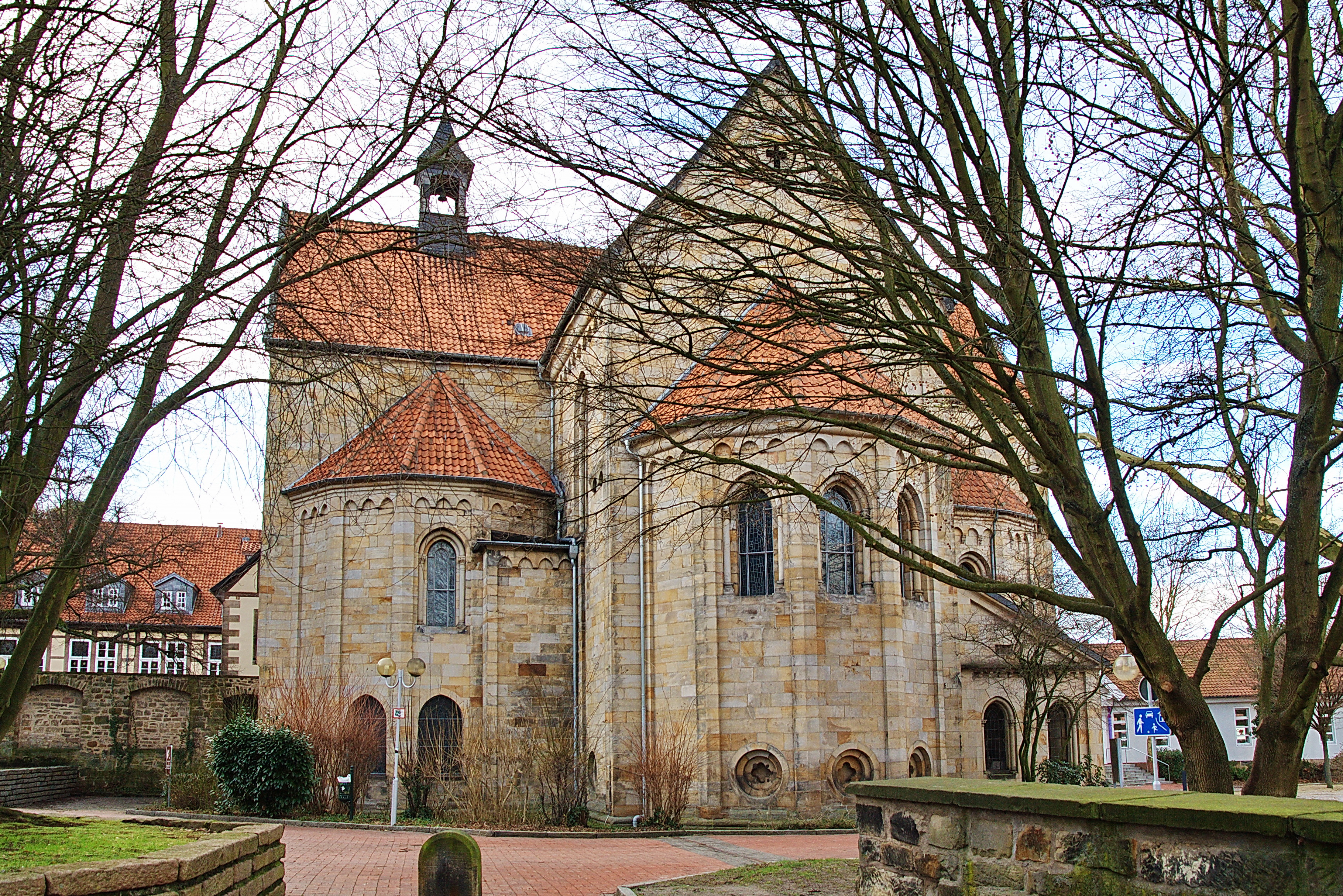
Ostseite

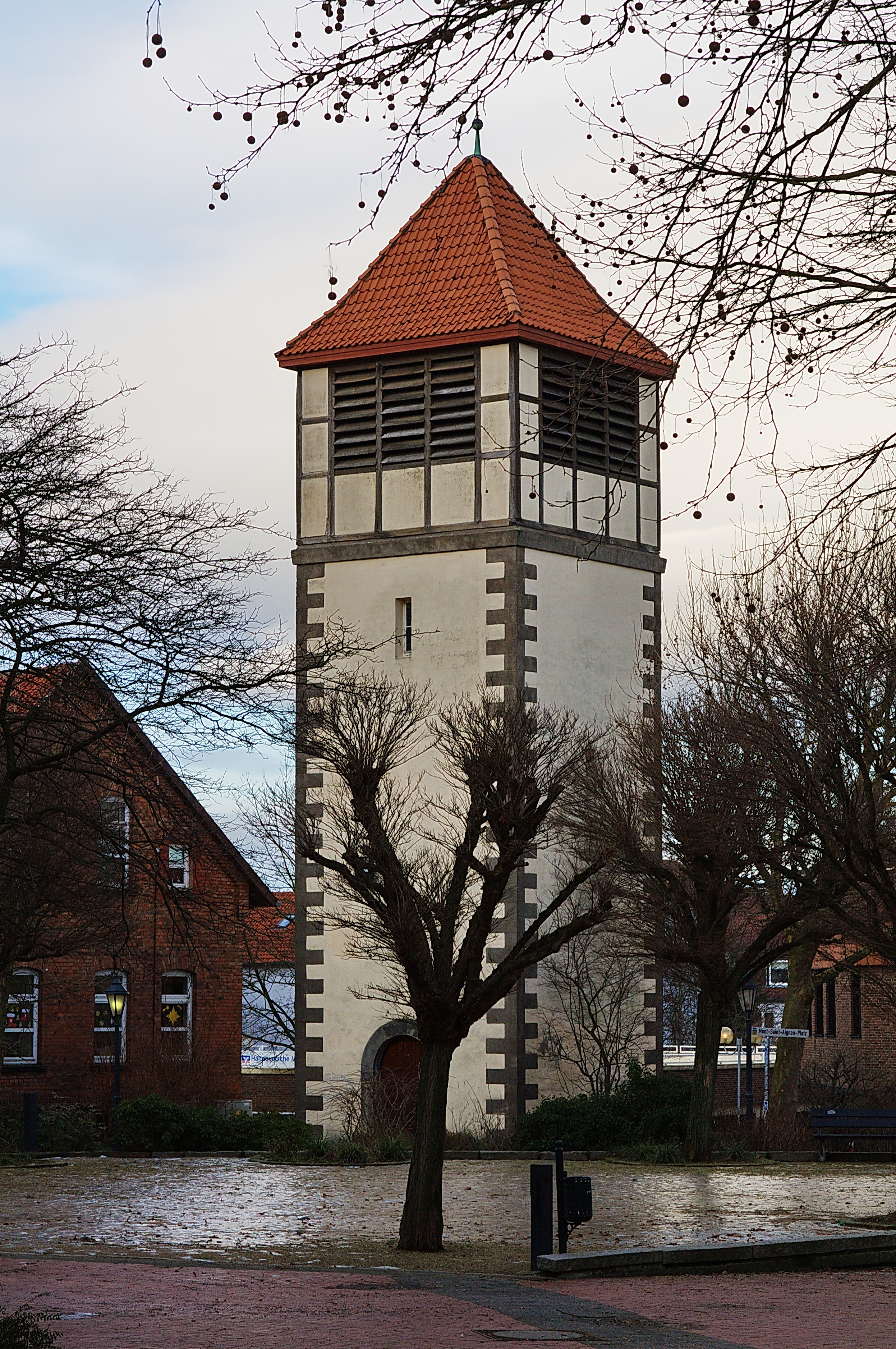
Abgesetzter Glockenturm

Die Klosterkirche St. Marien in Barsinghausen ist die spätromanische Kirche des Klosters Barsinghausen in der Region Hannover.
Sie wird von der Marienkirchengemeinde Barsinghausen genutzt, die eine der beiden evangelisch-lutherischen Gemeinden im Stadtgebiet von Barsinghausen, Niedersachsen ist.

## Geschichte
Die Mariengemeinde ist die alte Ortsgemeinde Barsinghausens. Im Jahre 1193 werden das Kloster Barsinghausen und die Klosterkirche Sankt Marien erstmals urkundlich erwähnt. Das Kloster wurde von Graf Wedekind von Schwalenberg einige Jahre zuvor als Doppelkloster gestiftet: Nonnen und Mönche sollten streng getrennt und dennoch gemeinsam nach den Ordensregeln des Kirchenvaters Augustinus leben. Das Doppelkloster wurde jedoch bald aufgegeben und ab 1229 verzeichnet die Chronik ausschließlich Nonnen.
In Barsinghausen wurde im Jahre 1543 die Reformation eingeführt. Im Gegensatz zu anderen Klöstern im Calenberger Land wehrten sich die Barsinghäuser Nonnen nicht dagegen und so wurde das Kloster Barsinghausen schon früh in die Klosterkammer Hannover überführt. Als Teil des Klosters gehört somit auch die Klosterkirche St. Marien – die Pfarrkirche der evangelisch-lutherischen Mariengemeinde – zum Allgemeinen Hannoverschen Klosterfonds.
Während des Dreißigjährigen Krieges (1618–1648) erlitt das Kloster, das sich bis dahin zu einem evangelischen Damenstift entwickelt hatte, schwere Schäden. Erst in den Jahren 1700 bis 1704 konnte es – nun in der heutigen Form – wieder aufgebaut werden.
Die Klosterkirche wurde in den Jahren 1862 bis 1865 noch einmal tiefgreifend verändert. Damals wurden die mittelalterliche Nonnenempore und die darunter liegende Krypta abgerissen. Dafür fügte man die heutigen Emporen und eine weitere im Mittelschiff befindliche Empore ein. Diese wurde jedoch bei einer Umgestaltung im Jahr 1959 wieder entfernt.
Zuletzt wurde das Kloster nur noch von einigen Konventualinnen bewohnt. Seit 1996 wird das Kloster jedoch wieder mit „klösterlichem Leben“ erfüllt: Die Schwestern der Evangelischen Kommunität Kloster Barsinghausen (ein Teil der Diakonischen Schwesternschaft Wolmirstedt e.V.) führen hier nun den klösterlichen Rhythmus des „Bete und Arbeite“ (ora et labora) fort.

## Baubeschreibung
Die Klosterkirche Barsinghausen wurde kurz nach der Gründung des Klosters in der ersten Hälfte des 13. Jahrhunderts als kreuzförmige gewölbte Hallenkirche aus Sandsteinquadern errichtet. Sie zählt zu den ersten Hallenkirchen in Niedersachsen und lässt in der kräftigen Modellierung der Gliederungen westfälischen Einfluss erkennen. Auch rheinische Einflüsse sind feststellbar. Architektonisch ist das Gebäude vom Übergangsstil von der Romanik zur Gotik geprägt. Das dreischiffige Langhaus ist mit nur einem Joch unvollständig, so dass die Kirche als Zentralbau erscheint. Zwei weitere Joche sind durch Grabungen zwischen 1970 und 1975 nachgewiesen worden; sie wurden wohl spätestens bei der Einführung der Reformation 1543 abgebrochen. Eine Restaurierung wurde 1862–65 durch Oberlandbaumeister Vogell vorgenommen, wobei ein Sakristei-Annex am Chor erbaut und das südliche Seitenschiff unter dem Nonnenchor geöffnet wurde. Aus dieser Zeit stammen auch die Emporen, das Gestühl und der Opferstock.
Der Glockenturm steht gesondert von der Kirche auf der Nordseite und wurde 1953 um zwei massive Geschosse erhöht. Er besitzt eine Glockenstube aus Fachwerk.

### Äußeres
Die fünfseitig polygonal ausgebildeten Apsiden sind wie das Chorquadrat mit Lisenen gegliedert. Unter dem Traufgesims spannt sich dazwischen ein Spitzbogenfries, der auch den Ostgiebel hinaufläuft. Über dem mit Wulst profilierten Sockel  an Chor und Hauptapsis sind runde Blendfenster mit eingelegtem Vierpass oder Achteck angeordnet, die auf eine möglicherweise nur geplante Krypta hinweisen. Die großen Fenster sind mit Ausnahme des Fensters in der südlichen Querhausfassade leicht spitzbogig ausgebildet und zeigen in den gestuften Gewänden eingestellte Säulen mit attischen Basen und teilweise mit Masken verzierten Kapitellen, von denen sich die Bögen in die Archivolten spannen. Am nördlichen Querhausarm findet sich ein wohlgestaltetes, dreifach gestuftes Portal mit Säulen- und Bogenstellungen, dessen rechteckige Umrahmung risalitartig vorgezogen und mit Säulen an den Kanten versehen ist. Das entsprechende Portal auf der Südseite ist erneuert.

### Inneres

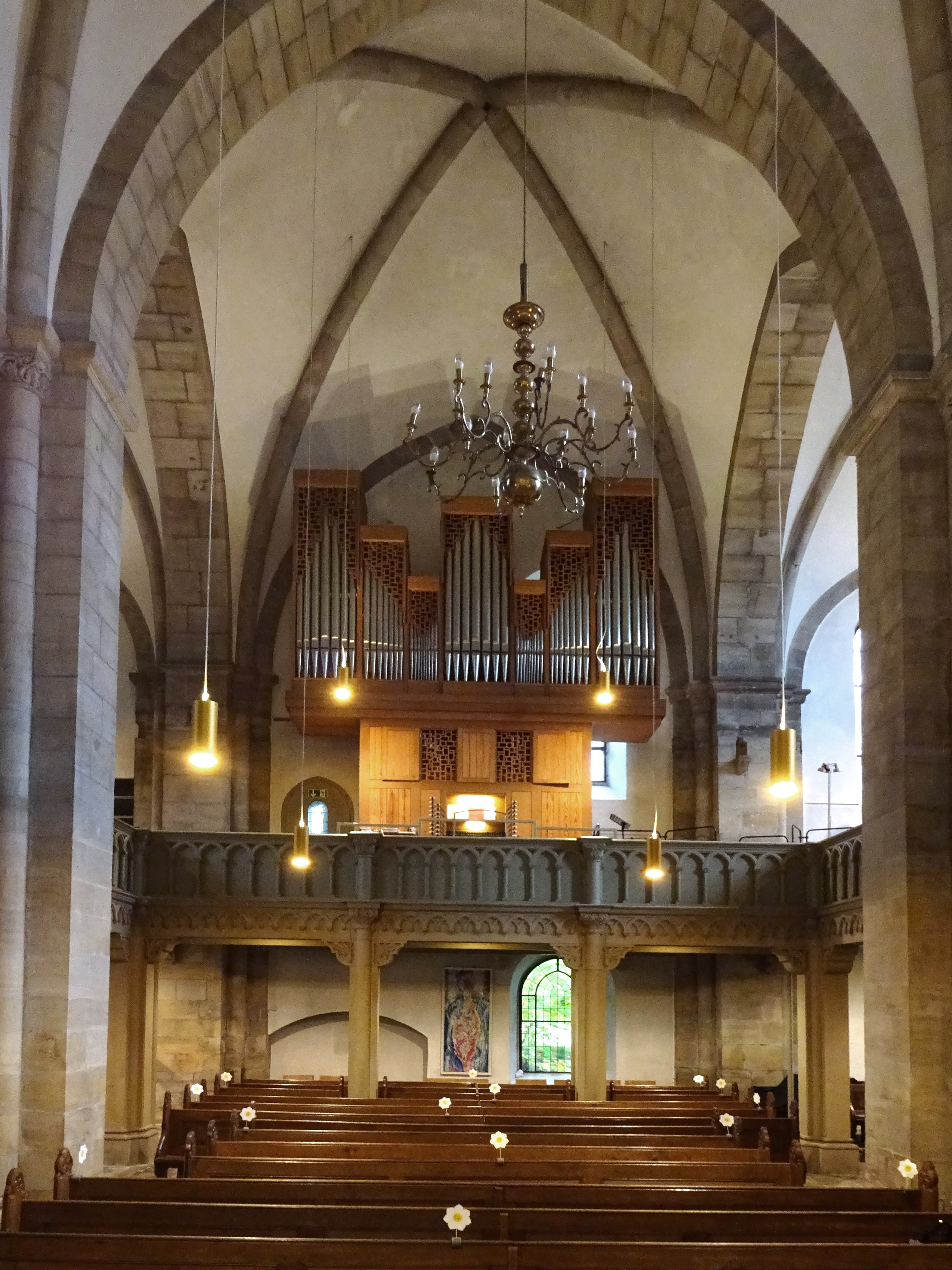
Blick nach Westen mit Orgel
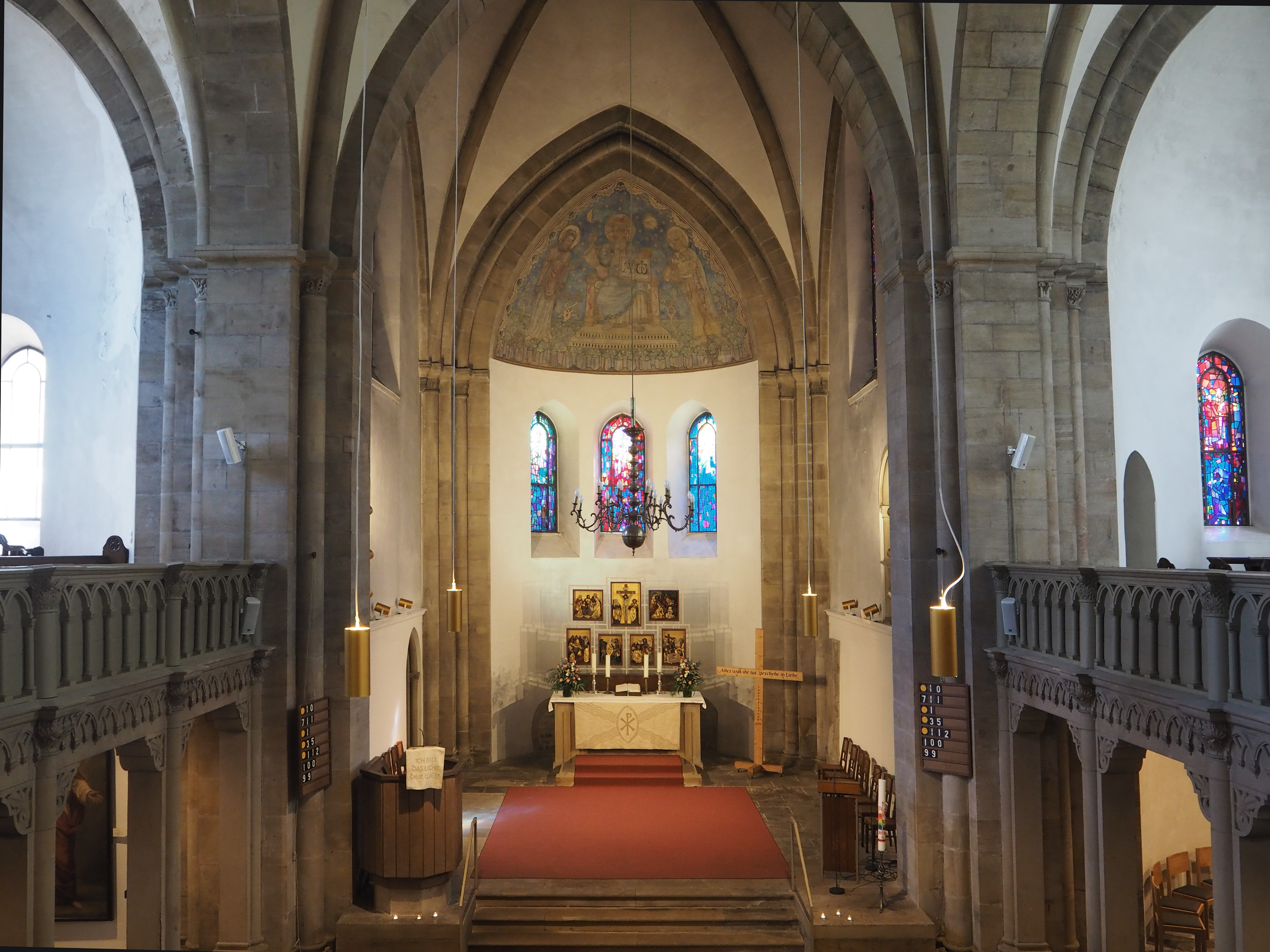
Blick nach Osten mit Altar

Das Innere zeigt Kreuzgewölbe mit schweren Wulstrippen. die auf Ecksäulen ruhen. Die attischen Basen sind mit verschiedenen Eckblattformen verziert. Der Dekor der Kapitelle und Kämpferplatten wurde im 19. Jahrhundert überarbeitet.
Die spitzbogigen Gurt- und Schildbögen sind mit rechteckigem Querschnitt ausgebildet. Das südliche Seitenschiff ist in Halbjoche unterteilt; somit war wohl eine Einwölbung im Gebundenen System geplant. Der Südquerarm war ursprünglich etwas eingetieft und gegen die Vierung abgemauert; somit war wohl eine Viersäulenkrypta und einer Nonnenempore darüber ähnlich wie im Herforder Münster geplant.
An der Südseite auf der Empore findet sich der Rest einer spätgotischen Ausmalung mit Schriftbändern.

### Ausstattung
Auf dem Altar sind sieben spätgotische Relieftafeln mit Szenen aus dem Leben Christi in der Fassung des 19. Jahrhunderts erhalten, die um 1970 neu zusammengestellt wurden. Unter der Nordempore ist ein Christusbild von Carl Wilhelm Friedrich Oesterley erhalten, das um 1865 für den Hauptaltar angefertigt wurde. Das ehemalige barocke Altarbild aus dem Jahr 1717 vom Hofmaler Lafontaine ist heute auf der Stiftsempore untergebracht. Im dortigen Fenster sind Wappen der Stiftsdamen erhalten. Der Taufstein aus dem Jahr 1588 steht auf einer Basis, die wohl aus romanischer Zeit stammt.
Eine Grabplatte und mehrere Epitaphe sind weiterhin zu erwähnen.

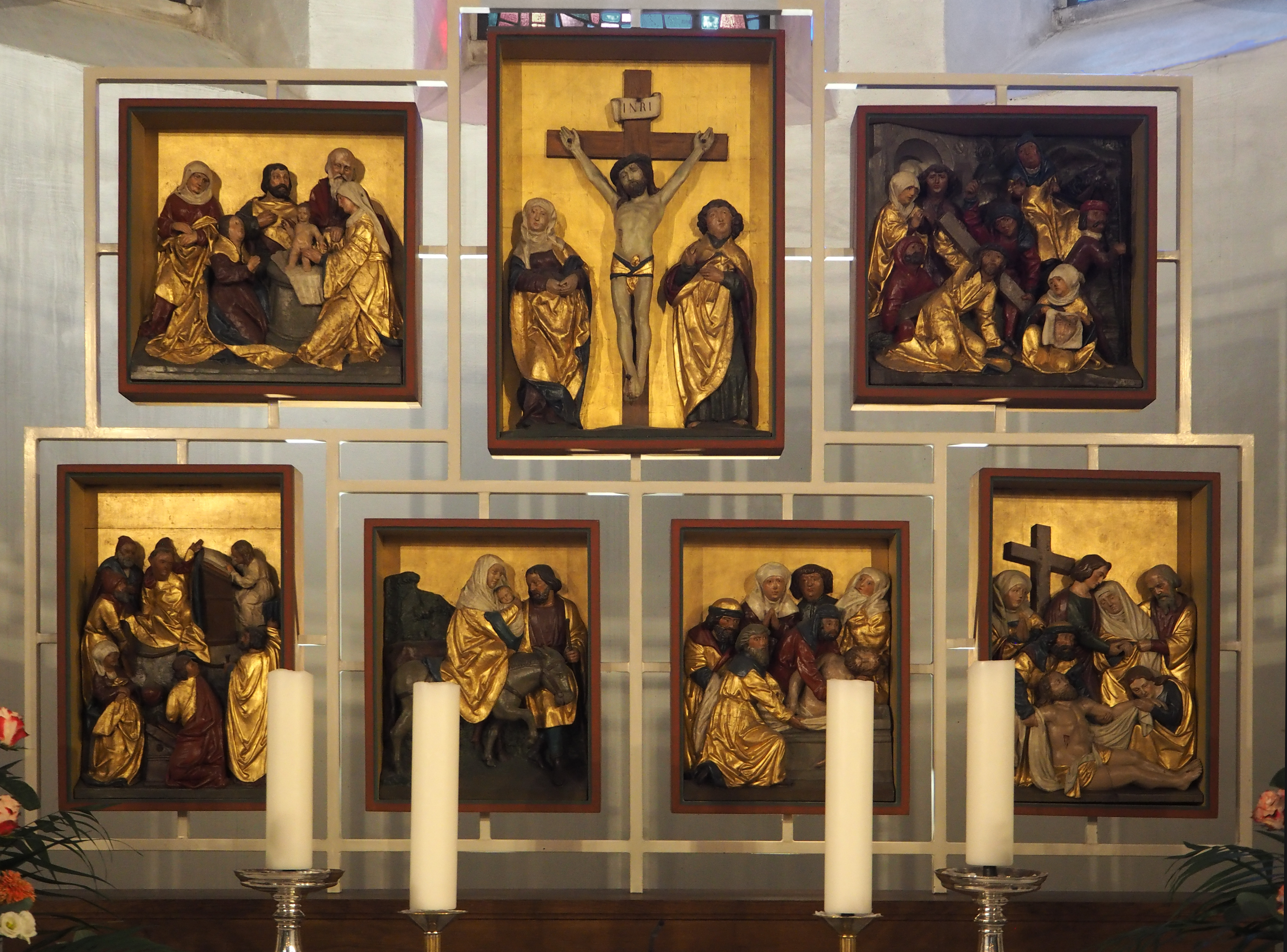
Die spätgotischen Relieftafeln zeigen Szenen aus dem Leben Jesu.
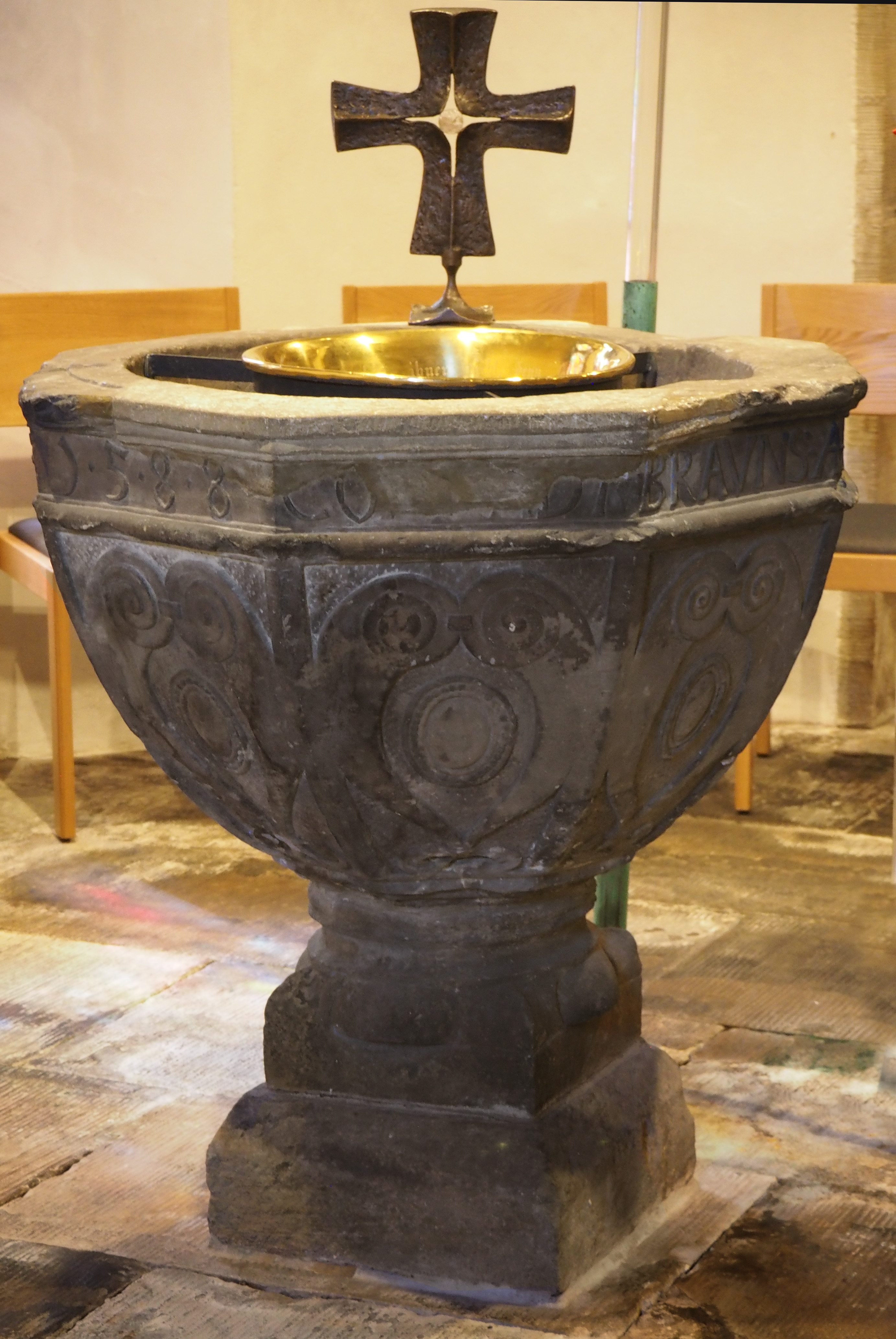
Der Taufstein stammt aus dem Jahr 1588.
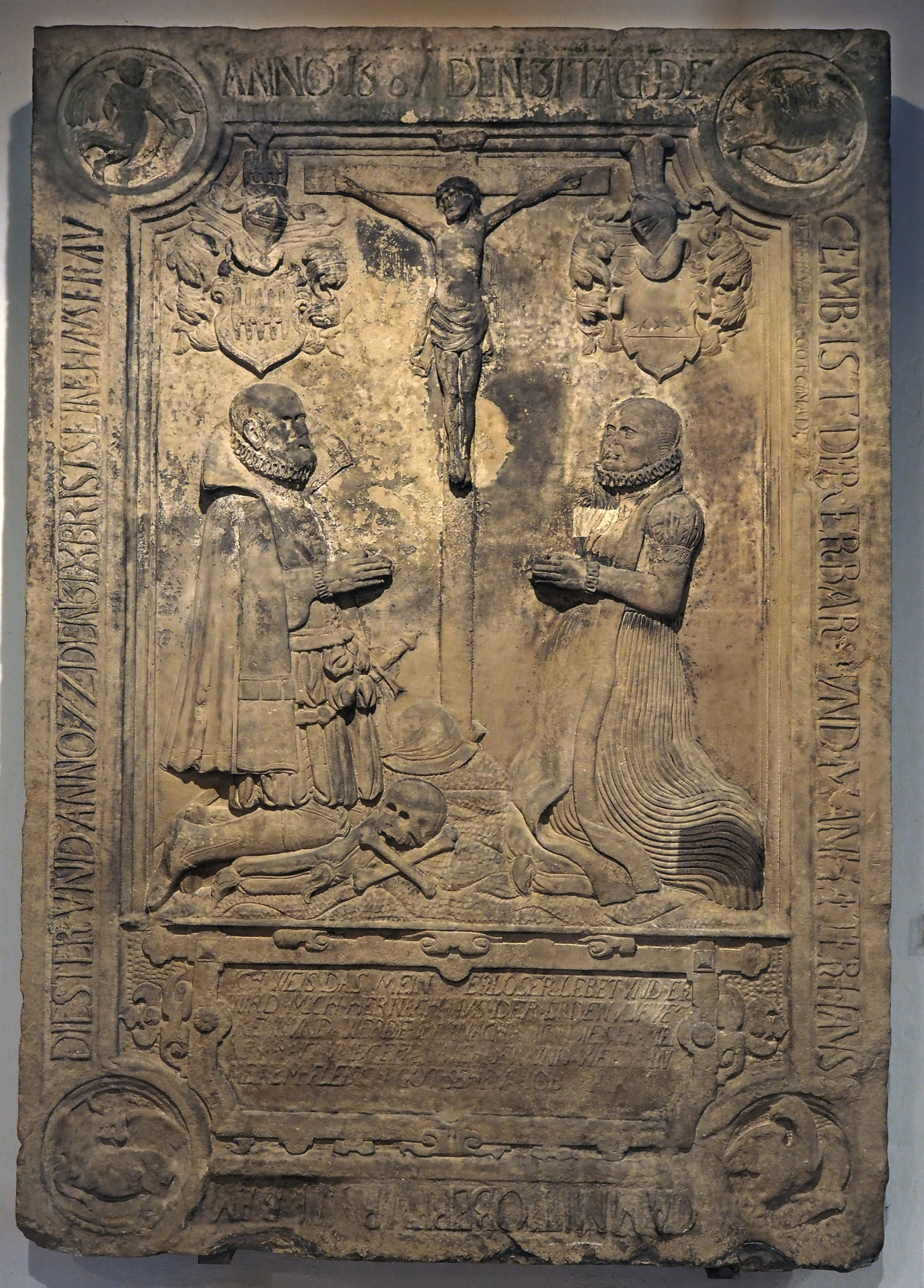
Epitaph für den Förster Cammit (gest. 1587)

Auf der Westempore steht die Orgel, die im Jahr 1980 von Gebr. Hillebrand gebaut wurde. Das Instrument verfügt über 22 Register und steht in barocker Klangtradition.